# Calceolaria filicaulis
Calceolaria filicaulis är en toffelblomsväxtart. Calceolaria filicaulis ingår i släktet toffelblommor, och familjen toffelblomsväxter.

## Underarter
Arten delas in i följande underarter:
- C. f. filicaulis
- C. f. luxurians